# 地球観測センター

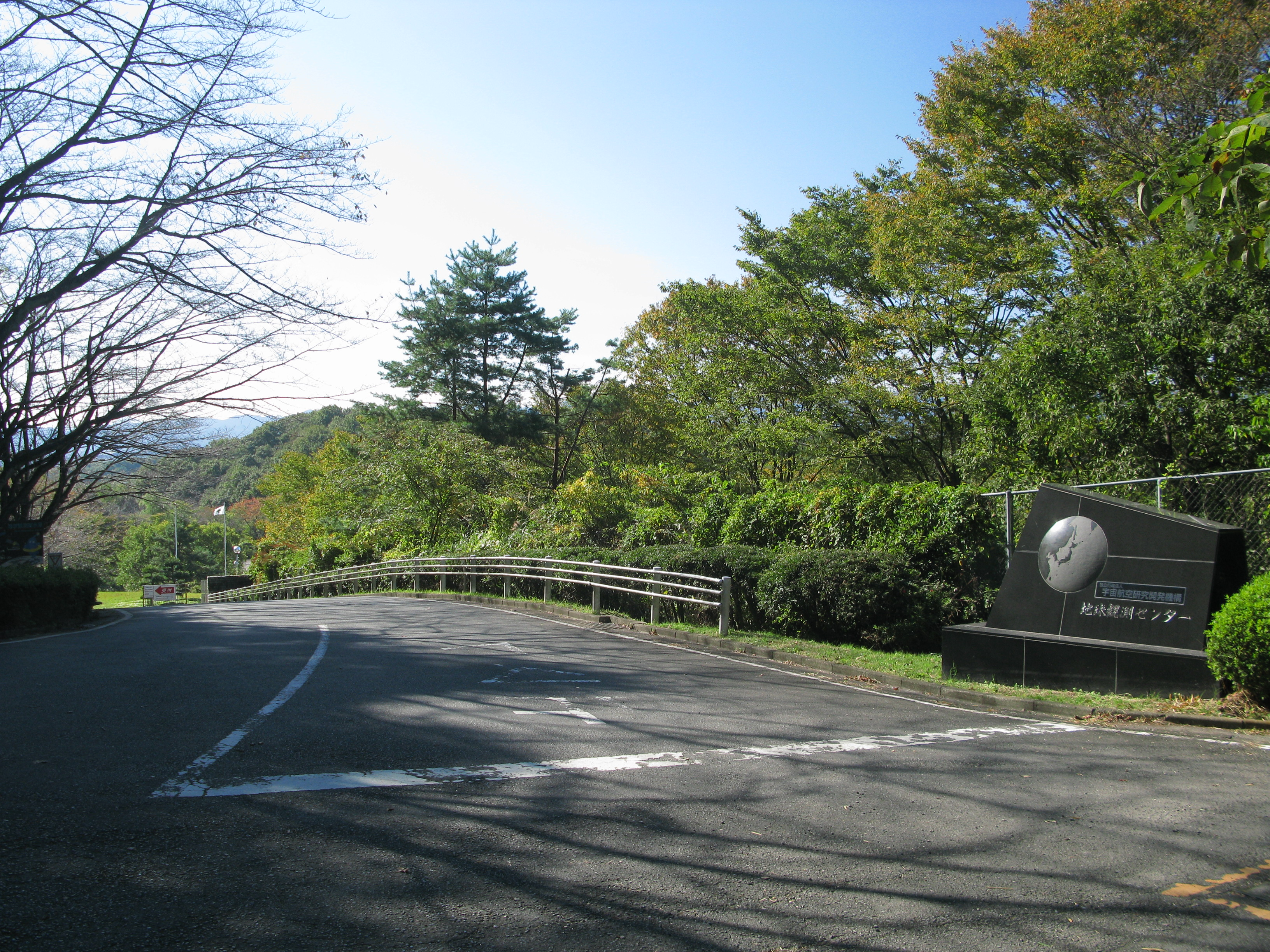
入口（2012年11月）

地球観測センター（ちきゅうかんそくセンター、英称：Earth Observation Center、略称：EOC）は、埼玉県比企郡鳩山町にある宇宙航空研究開発機構(JAXA)の施設である。

## 概要[1]
地球観測センターでは、極軌道を廻る地球観測衛星からのデータをパラボラアンテナで受信し、記録する業務を中心に行っている。現在は主に陸域観測技術衛星「だいち2号」と気候変動観測衛星「しきさい」に対応し、受信データは筑波宇宙センターへ転送している。極軌道を廻る衛星に関しては、受信できる範囲は、施設を中心にして、数百キロメートルの範囲のため、各宇宙通信所並びに国際協定を結んだ通信所からVPN通信や記録媒体（具体的にはハードディスクやCD-ROM、DVD-ROM等）に記録されたデータを配送してもらうなどの方法を活用したネットワークによって受信が行われている（国際受信に関しては、日本の衛星に限定されている。しかしながら、日本の領空の上を飛ぶフォーマットの公開された衛星のデータは受信している）。
事前に申し込めば平日の午前・午後各1回行われる見学ツアーに参加できるほか、春秋2回の一般公開を実施している。桜の穴場としても一部に有名である。

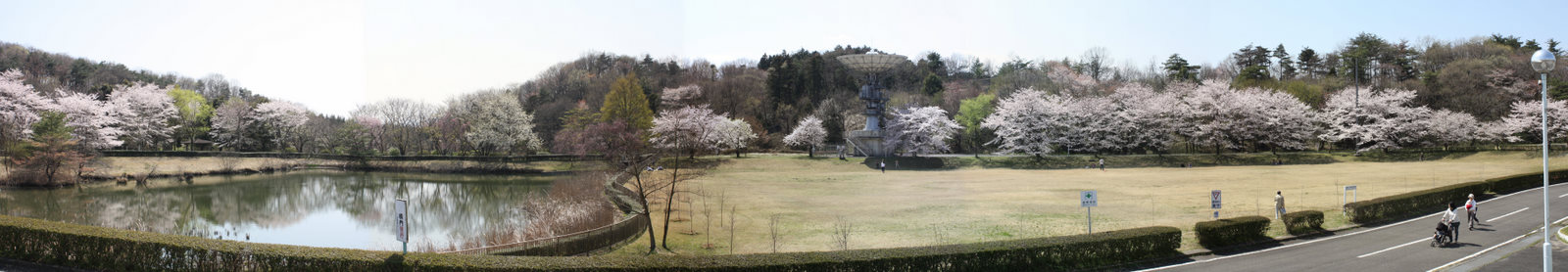
2009年4月7日撮影

## 沿革

### 設置経緯
1973年ごろ、日本国内でも衛星リモートセンシングの利活用が科学技術庁などで議論されるようになり、アメリカの地球観測衛星ランドサットからデータの提供が可能であることを受け、国内受信局の設置計画が本格化した。候補地には勝浦や筑波も挙がったが、最終的にセンターが建設された鳩山では、先行して気象庁の気象衛星通信所の設置計画が進んでおり、当時秩父セメントが粘土の露天掘りを終えたばかりの用地であった。運用開始時点ではアメリカとの了解覚書を締結してランドサット2号、3号の直接受信局として稼働し、2.2GHz帯・10mカセグレンアンテナによる受信だけでなくデータ処理施設として運用された。

### 年表
- 1975年度（昭和50年度） - 昭和50年度宇宙開発計画において、リモートセンシング受信処理施設の設置を決定[5]。
- 1978年（昭和53年）10月1日 - 宇宙開発事業団の施設として地球観測センターが発足。定員21名[6]。
- 1979年（昭和54年）
  - 1月29日 - 初期運用開始[6]。
  - 7月30日 - 定常運用開始[7]。
- 1980年（昭和55年）12月 - 整備完了[8]。
- 2007年（平成19年）度 - 一般社団法人リモート・センシング技術センターに地球観測センターの運営業務を全面的に委託[9]。

## データの入手・活用等について
地球観測衛星から送られてくるデータは、記録された後、各種プロダクトとして画像情報に加工され、様々なニーズに応じたデジタルデータとして配布されている。地球観測衛星からのデジタルデータは、JAXAの宇宙利用推進本部及び外郭団体から入手が可能である。なお、商用の場合のみ、私的かつ営利を伴わない場合には、JAXAのホームページから閲覧が可能である。
元々、アメリカ航空宇宙局（NASA）が打ち上げたランドサットの画像を受信し、それを国土開発や漁業政策、農業政策等に生かすため1978年に設置され、民間等への配布は考慮されていなかった。しかし、TRIC（東海大学情報技術センター、前身は、代々木及び平塚キャンパスに設置された画像情報処理センター）等からデータの活用に関しての問い合わせ等があり、民間への配布を行うことになったものである。
このプロダクトを活用して、様々な地図が生まれた。ニュートンプレス社（旧：教育社）の発行する雑誌『ニュートン』等や、ランドサットから見た日本地図や渡辺教具製作所から販売が行われている地球儀（リモートセンシングに基づく雲と海が描かれた地球儀）、更には日本放送協会（NHK）で使われている気象情報用の日本地図等である。

## アクセス

### 公共交通機関
- 東上線・高坂駅から約5km
  - 高坂駅西口から送迎バス約10分
  - 川越観光バス（路線バス）：［高01］高坂駅西口〜鳩山ニュータウン線、約8分「山村学園短期大学」バス停から徒歩約20分

### 自動車
- 関越自動車道
  - 東松山インターチェンジから約9km
  - 鶴ヶ島インターチェンジから約11km
- 国道407号「高坂神社（東）」交差点から埼玉県道212号岩殿観音南戸守線で約7km

## 周辺
- 気象衛星通信所 (気象庁のひまわりとの通信施設)
- 高坂彫刻プロムナード【高田博厚彫刻群】
- 埼玉県こども動物自然公園
- 埼玉県平和資料館
- 正法寺（岩殿観音）
- 物見山
- 東京電機大学
- 大東文化大学
- 鳩山ニュータウン

### 管理運営機関
- 宇宙航空研究開発機構
  - 筑波宇宙センター
- リモート・センシング技術センター

### 業務内容
- リモートセンシング
  - 地球観測衛星